# Платанија (Кавала)
Платанија (грч. Πλατανιά)) је насељено место у општини Места у периферији Источна Македонија и Тракија, Грчка. Према попису из 2021. године било је 14 становника.
Насеље сe некада звало Муша махала и било је део турског села Макрихори (Узункој). Током Балканских ратова је настрадало и било је напуштено. На истом месту је 1962. године основано насеље Платанија.